# Marble Machine
Marble Machine (macchina a biglie, in inglese) è una macchina musicale o serinette ideata e costruita da Martin Molin.

## Caratteristiche
La Marble Machine, costituita da circa 3000 pezzi interni, è messa in moto tramite una manovella, che ha la funzione di alimentare i meccanismi che trasportano le 2000 sfere d'acciaio attraverso la macchina tramite tubi di alimentazione, raggiungendo la parte superiore dove vengono poi rilasciati a caduta tramite cancelletti di rilascio programmabili, e colpendo uno strumento sottostante producendo il suono. 
I vari strumenti sono attuati a percussione e comprendono un metallofono, un basso elettrico, piatti, e, per emulazione di suono, una grancassa, hi-hat e rullante tramite microfoni a contatto (piezoelettrico).
Lo spartito è memorizzato su due ruote programmabili che, utilizzando trasduttori elettromeccanici LEGO Technic montati su una struttura lignea, trasmettono le informazioni per aprire i cancelletti di rilascio delle sfere.

## Storia
La Marble Machine è stata costruita a mano in 14 mesi da Martin Molin, ex elemento del gruppo musicale svedese Detektivbyrån, dove suonava glockenspiel, traktofon, piano giocattolo e theremin, e attualmente a capo del gruppo Wintergatan.
Tra il dicembre 2014 ed il marzo 2016, il gruppo pubblica diversi video su YouTube dove Martin Molin documenta la costruzione della macchina. Il video finale che ritrae la Marble Machine funzionante venne caricato nel 2016. Il video caricato su YouTube supera i 50 milioni di visualizzazione nel luglio 2017.
Sette mesi dopo che Martin Molin ha utilizzato la Marble Machine, il gruppo ha espresso l'intenzione di creare una nuova macchina musicale aggiornata, indicata come Marble Machine X, un progetto sviluppato assieme a Karin e Olof Eneroth, Marius, e altri ingegneri. 
Ancora una volta tutta l'operazione viene girata e caricata sul canale ufficiale del gruppo su YouTube; a uno primo approccio gli ingegneri chiamati a esaminarla e a rilevarne forme e misure per poterne studiare degli aggiornamenti, l'hanno trovata non più funzionante, di conseguenza Molin ha espresso l'intenzione di trasferire la Marble Machine in un museo nei Paesi Bassi.
Per valutare suggerimenti nel miglioramento dello strumento, il gruppo utilizzò un link a Google Foto.